# 峨曲古乡
峨曲古乡，是中华人民共和国四川省凉山彝族自治州美姑县下辖的一个乡镇级行政单位。2021年1月12日，撤销尼哈乡和炳途乡，将原尼哈乡和原炳途乡所属行政区域划归峨曲古乡管辖。

## 行政区划
峨曲古乡下辖以下地区：
雷觉莫村、四基觉村、峨干村、合觉莫村和尔红千村。